# Dakonsin (Tensobentenga)
Pour les articles homonymes, voir Dakonsin.
Dakonsin est une commune située dans le département de Tansobentenga de la province de Kouritenga dans la région du Centre-Est au Burkina Faso.

## Géographie
Dakonsin est situé à 3 km à l'Ouest de Tensobentenga, le chef-lieu du département, et à 7,5 km à l'Est de la route nationale 16.

## Démographie
| 2003 | 2006 | 2012 |
| ---- | ---- | ---- |
| 786  | 828  | -    |

## Santé et éducation
Le centre de soins le plus proche de Dakonsin est le centre de santé et de promotion sociale (CSPS) de Tensobentenga.